# Lignac
 Lignac  es una comuna y población de Francia, en la Región de Centro-Valle de Loira, departamento de Indre, en el distrito de Le Blanc y cantón de Saint-Gaultier.
Su población en el censo de 2017 era de 459 habitantes.

## Demografía
| 1057 | 992 | 809 | 706 | 614 | 572 |
| Para los censos de 1962 a 1999 la población legal corresponde a la población sin duplicidades (Fuente: INSEE [Consultar]) |     |     |     |     |     |